# Переломник
Переломник (Androsace) — рід рослин з родини первоцвітові (Primulaceae) порядку вересоцвітих (Ericales).

## Етимологія

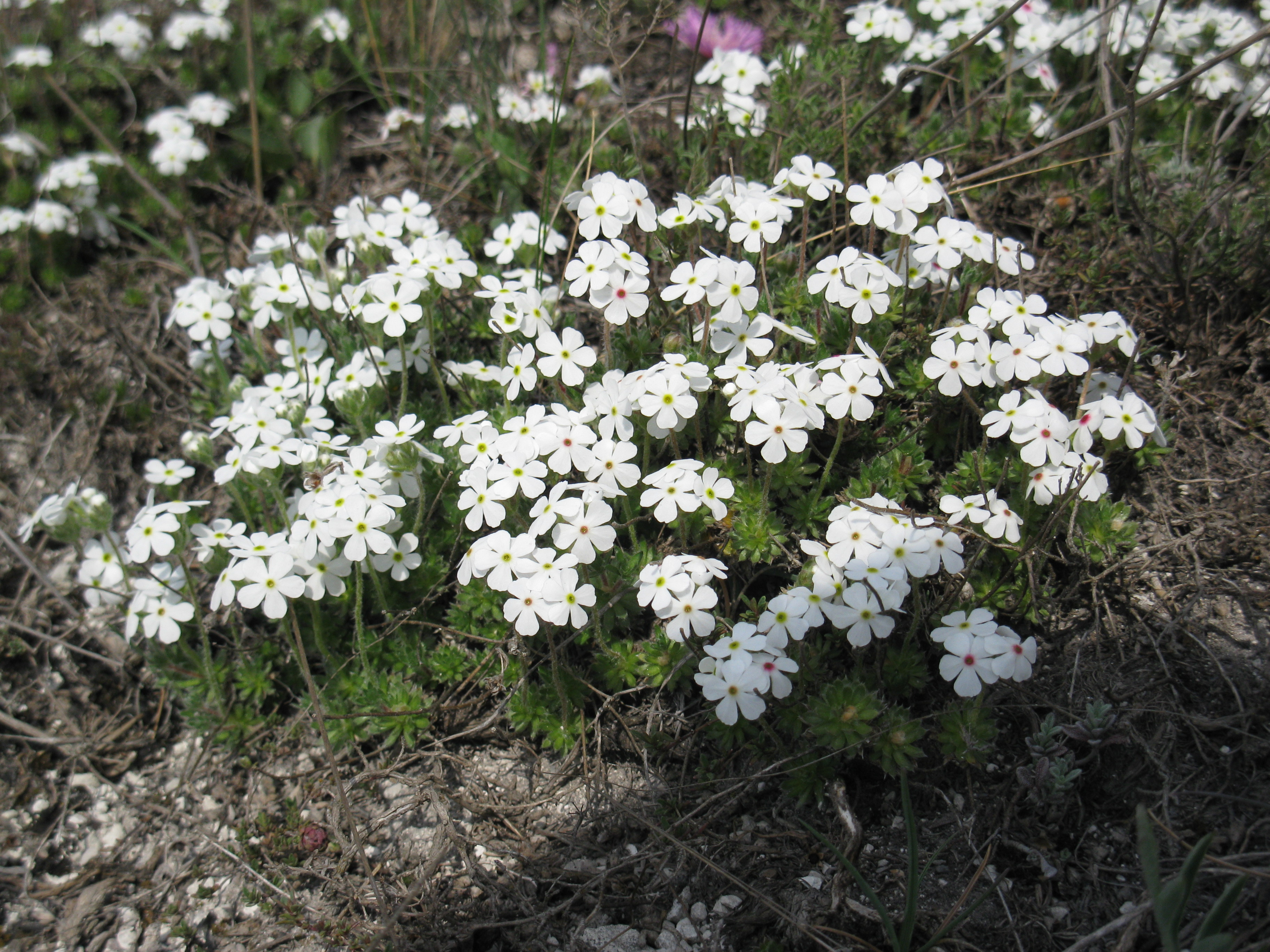
Переломник Козо-Полянського (Androsace koso-poljanskii)

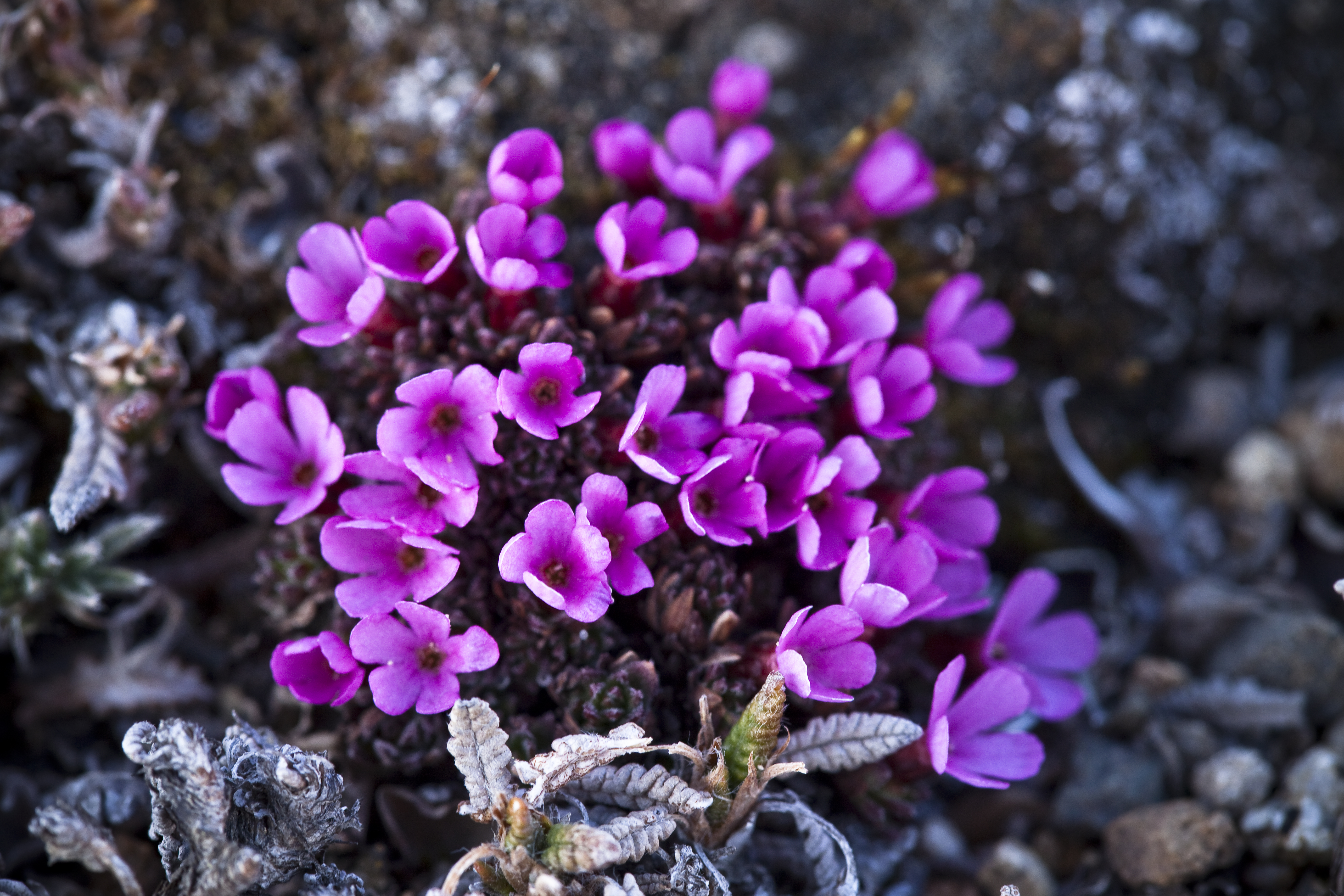
Переломник Констанції (Androsace constancei)

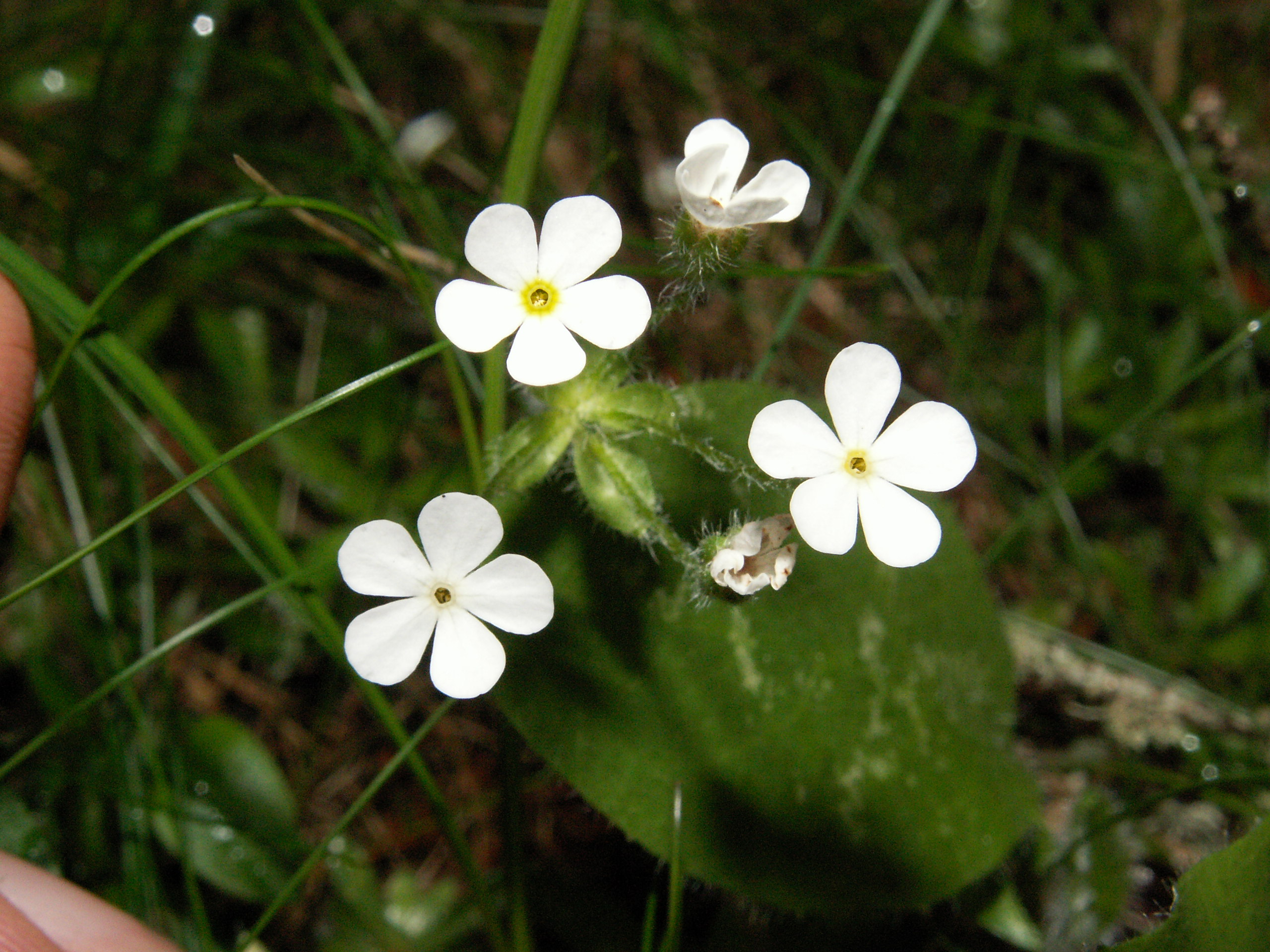
Переломник жасміновидний (Androsace chamaejasme)

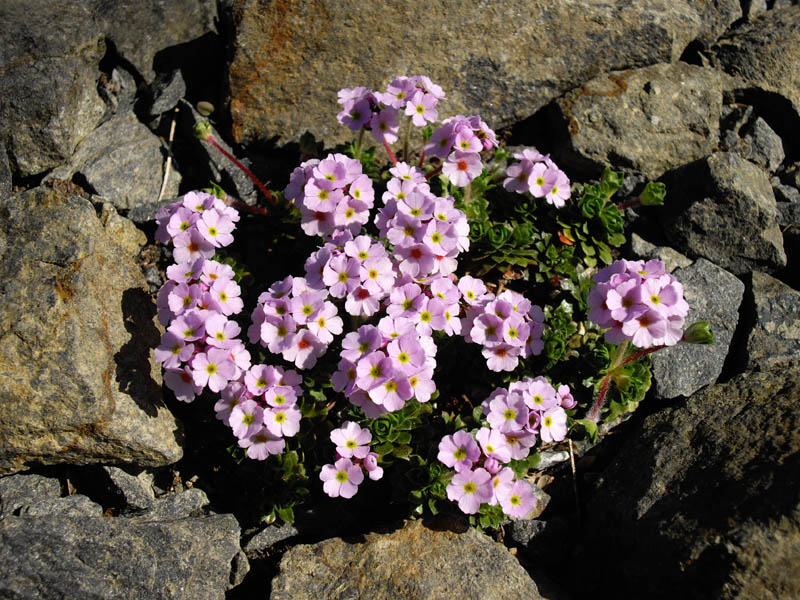
Переломник sempervivoides (Androsace молодиловидний)

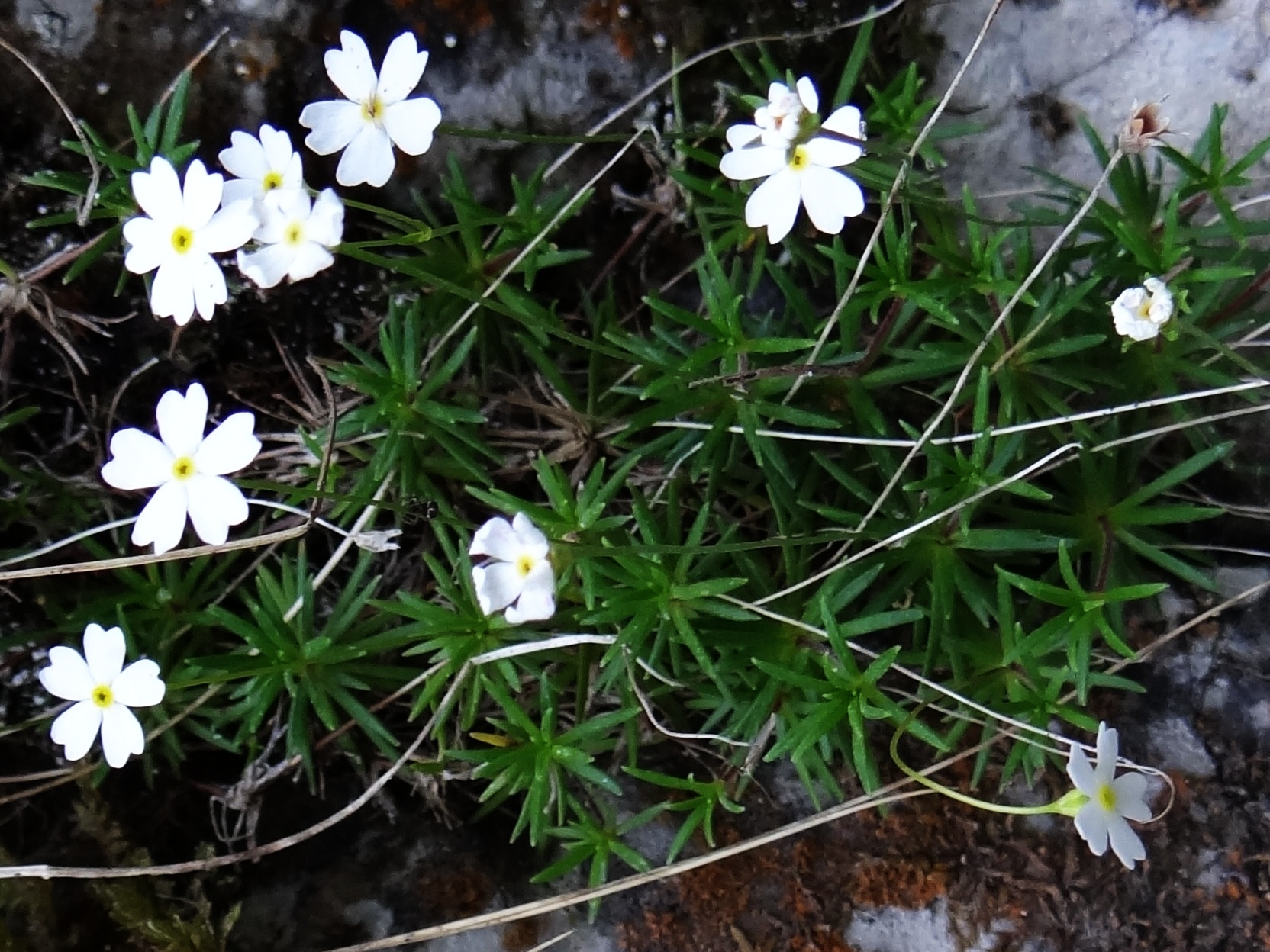
Переломник молочний (Androsace lactea)

Наукова назва роду походить від грецького слова «androsakes» — назви невідомої рослини зі щитоподібними пильовиками, яке зустрічається у Діоскорида; дослівно «aneriandros» — «чоловік» (в ботаніці — «тичинка») і «sako, ~ eos» — «щит». Карл Лінней переніс цю назву на цей рід.

## Загальна характеристика
Переважно аркто-альпійський рід з багатьма видами в Гімалаях (де рід сформувався), горах Середньої Азії, на Кавказі, а також у гірських пасмах Південної та Центральної Європи, зокрема, в Альпах та Піренеях.

## Таксономія
Синоніми: Douglasia, Vitaliana.
Є одним з центральних родів родини первоцвітоввих (Primulaceae).
Рід включає близько 170 видів (докладніше див. Список видів роду Переломник).

## Видове різноманіття та видоутворення
У складі роду — чимало вузькоареальних видів, у тому числі й ендеміків, що відомі у складі «червонокнижної» флори України:
- Переломник Козо-Полянського (Androsace koso-poljanskii Ovcz.)[2].

Через фрагментоване поширення багатьох таксонів та численні ефекти ізоляції у складі роду є багато форм, що представляють приклади незавершеної еволюційної диференціації, у тому числі чимало надвидів, що включають низку вікарних форм умовно видового рангу.
Зокрема, згаданий «червонокнижний» Androsace koso-poljanskii входить до надвиду Androsace villosa разом з кримським Androsace taurica.

## Екологія
З переломниками у тісному зв'язку перебувають окремі види тварин, зокрема синявцеві роду Agriades. Для синявця піренейського (Agriades pyrenaicus (Boisduval, 1840) Червона книга України) кормовою рослиною є згаданий Androsace koso-poljanskii, і літ імаго збігається з періодом цвітіння цієї єдиної кормової рослини личинок цього виду синявцевів.

## Охорона у природі
3 види роду Переломник входять до Червоного списку Міжнародного Союзу Охорони Природи:
- Androsace cylindrica — статус: «Найменший ризик»;
- Androsace mathildae — статус: «Даних недостатньо»;
- Androsace pyrenaica — статус: «Найменший ризик».

Переломник Козо-Полянського (Androsace koso-poljanskii Ovcz. = Androsace villosa subsp. koso-poljanskii (Ovcz.) Fed.) занесений до Червоної книги України — статус: «зникаючий».